# Menopause
 Der er for få eller ingen kildehenvisninger i denne artikel, hvilket er et problem. Du kan hjælpe ved at angive troværdige kilder til de påstande, som fremføres i artiklen.

Overgangsalderen (lat: menopause) er det almindeligt anvendte udtryk for den periode i en kvindes liv, hvor hun ophører med at menstruere og ikke længere er i stand til at blive gravid. Overgangsalderen er præget af hormonelle forandringer, der kan manifestere sig både fysisk og psykisk for kvinden, indtil hendes krop genfinder en hormonbalance.
Overgangsalderen, også benævnt klimakteriet, er de forskellige symptomer, der er relateret til menopausen. Ud af alle de æg, som kvinden er født med, er der i midten af fyrrerne kun få levedygtige tilbage, og overgangsalderen begynder når kvinden ”løber tør for æg”, dvs. når æggestokkene langsomt holder op med at modne flere ægceller til befrugtning.
Overgangsalderen indtræder typisk, når kvinden når en alder af 45 til 55 år, men kan også forekomme en del tidligere eller senere. Gennemsnitstidspunktet for den sidste menstruation for danske kvinder er omkring 51 år. Hvis overgangsalderen indtræffer tidligere end det 45. år kaldes det tidlig overgangsalder, og sker det inden 40 år, benævnes det meget tidlig overgangsalder (præmatur overgangsalder).
I lægelig sammenhæng skelnes mellem begreberne klimakterium og menopause. Klimakteriet bruges som paraplybegreb vedr. symptomerne i årene omkring menstruationens ophør og inkluderer menopausen, der er defineret som kvindens sidste menstruation. Menopausen kan først diagnosticeres efter 1 år uden blødning. 

## Gener og ubehag
Undersøgelser viser, at ca. ¾ af alle kvinder i overgangsalderen oplever gener af en eller anden art og at ca. halvdelen af disse kvinder har gener i mere end fem år[kilde mangler].
I begyndelsen af overgangsalderen bliver menstruationerne mere uregelmæssige, fordi æggene i æggestokkene bliver færre. Æggestokkene stopper med at producere østrogen, hvilket har forskellig indvirkning på kroppens væv og funktioner. Mange dele af kroppen er således afhængig af det kvindelige kønshormon, østrogen. De fleste kropsfunktioner styres af hormoner og reduktionen af østrogen er netop ansvarlig for de besværligheder, der opleves i overgangsalderen.
Mange kvinder i overgangsalderen oplever hedestigninger, svedture, hovedpine, koncentrationsbesvær, anspændthed og søvnbesvær.
Hedestigninger opleves som en pludselig temperaturstigning/varmefølelse, der efterfølges af sved og rødme i ansigt, på halsen, brystet og ryggen. Normalt varer et sådan anfald kun op til omring fire minutter, og opleves stærkest i kroppens øverste dele, dvs. bryst, ansigt og nakke.
I kvindens skede kan opstå tørre slimhinder, smerter ved samleje, irritation, kløe, svie og udflåd. Uden hormonpåvirkning bliver skedeslimhinden efterhånden meget tynd, tør og sart og mister sin smidighed. Dette kan give en oplevelse af ”sandpapir”. Vandladningstrang og gentagne blærebetændelser støder desuden hyppigt til, da også slimhinden i urinrøret og blæren bliver tyndere og mere porøs. Sexlysten mindskes og i alvorlige tilfælde kan der opstå depression, et for højt blodtryk, hjertekarsygdomme og knogleskørhed. Hormoner har også indflydelse på aldringsprocessen. Huden bliver mindre elastisk og rynkes, da kollagen-indholdet i huden mindskes. Håret bliver tyndere, taber glansen og mange taber også en del hår. Slimhinderne i skede og blære mister smidigheden og fugtigheden. Dette kan give problemer i form af svie, kløe og problemer ved samleje og nogle kvinder i overgangsalderen er også udsat for inkontinens og blærebetændelse.

## Behandling
Den mest anvendte behandling er østrogentilskud. Et hormonpræparat indeholder en kombination af de kvindelige kønshormoner (østrogener) og gestagener (fællesbetegnelse for hormoner, der virker som progesteron) i et kombinationspræparat, da østrogen alene kan øge risikoen for livmoderkræft. Behandlingen benævnes også HRT (Hormone Replacement Therapy) og kan indledes når som helst behovet opstår i overgangsalderen, og vil normalt bestå af en månedlig behandling.
Der kan opleves reaktioner på hormonbehandlingen i starten. Det kan være kvalme, hovedpine, ømme bryster, krampe i benene eller hævelse i forbindelse med urinvejene. Som regel forsvinder disse gener forholdsvis hurtigt eventuelt ved at ændre behandlingen
Der findes naturprodukter, der kan mildne de symptomer, der opleves i overgangsalderen, f.eks. produkter baseret på blomsterpollen.[kilde mangler]. Sådanne produkter kan virke styrkende og stimulerende på kvinder, der døjer med svære symptomer som hedeture og træthed i overgangsalderen.
Sund kost kombineret med regelmæssig motion styrker knoglerne og det almindelige
velbefindende og nedsætte generne ved overgangsalderen.

## Film
- Klimakteriet (film)